# Lijst van rijksmonumenten in Schellinkhout
De plaats Schellinkhout telt 12 inschrijvingen in het rijksmonumentenregister. Hieronder een overzicht.
| Object | Oorspronkelijke functie?  | Bouwjaar         | Architect                    | Locatie       | Coördinaten?                 | Nr.?   | Afbeelding                                       |
| --- | ------------------------- | ---------------- | ---------------------------- | ------------- | ---------------------------- | ------ | ------------------------------------------------ |
| Stolphoeve met links boven de voorgevel een houten geveltop. Pronkdeur met panelen; zesruitsschuifvensters; muurankers                                                                                                 | Boerderij                 | 18e-19e eeuw     |                              | Dorpsweg 20   | 52° 38' 48" NB, 5° 7' 20" OL | 37138  | Meer afbeeldingen                                |
| Martinuskerk | Kerk en kerkonderdeel     | 14e t/m 16e eeuw |                              | Dorpsweg 116  | 52° 38' 4" NB, 5° 7' 18" OL  | 37139  | Meer afbeeldingen                                |
| Toren der Martinuskerk | Kerk en kerkonderdeel     | 16e eeuw         |                              | Dorpsweg 116  | 52° 38' 4" NB, 5° 7' 18" OL  | 37140  | Meer afbeeldingen                                |
| De Steenenkamer. Huisje onder dwars zadeldak tussen houten topgevels; gepleisterde plint. In de voorgevel een negenruitsschuifvenster met aan weerszijden een smal rondboogvenster. Moderne aanbouw aan de achterzijde | Woonhuis                  |                  |                              | Dorpsweg 61   | 52° 38' 26" NB, 5° 7' 24" OL | 37141  | Meer afbeeldingen                                |
| Raadhuis | Bestuursgebouw en onderdl | 1765             |                              | Dorpsweg 118  | 52° 38' 9" NB, 5° 7' 17" OL  | 37142  | Meer afbeeldingen                                |
| Houten huis zonder verdieping en pannen zadeldak | Woonhuis                  | begin 19e eeuw   |                              | Dorpsweg 160  | 52° 37' 49" NB, 5° 7' 35" OL | 37143  | Meer afbeeldingen                                |
| Voormalige dorpsherberg. Pand met verdieping op vierkante plattegrond. Tentdak, gedekt met pannen | Horeca                    | ca. 1770         |                              | De Laan 4     | 52° 38' 3" NB, 5° 7' 17" OL  | 37144  | Meer afbeeldingen                                |
| De Grote Molen | Industrie- en poldermolen | 1630             |                              | Zuiderdijk 58 | 52° 38' 10" NB, 5° 6' 36" OL | 37145  | Meer afbeeldingen                                |
| Stolpboerderij "Nooit Gedacht" | Boerderij                 | 1890             |                              | Dorpsweg 75   | 52° 38' 17" NB, 5° 7' 22" OL | 508440 | Meer afbeeldingen                                |
| Vrijstaand houten woonhuis | Woonhuis                  | ca. 1850         |                              | Dorpsweg 106  | 52° 38' 10" NB, 5° 7' 18" OL | 508441 | Meer afbeeldingen                                |
| Stolpboerderij van het afgeleide Westfriese type | Boerderij                 | 1875-1899        |                              | Dorpsweg 98   | 52° 38' 11" NB, 5° 7' 22" OL | 508442 | Stolpboerderij van het afgeleide Westfriese type |
| Poldergemaal Schellinkhout | Gemaal                    | 1900             | K. Swagerman (machinegebouw) | Zuiderdijk 56 | 52° 38' 10" NB, 5° 6' 36" OL | 508443 | Meer afbeeldingen                                |